# Edgemere, Maryland
Edgemere, Maryland (енгл. Edgemere) насељено је место без административног статуса у америчкој савезној држави Мериленд.

## Демографија
По попису из 2010. године број становника је 8.669, што је 579 (-6,3%) становника мање него 2000. године.
| Група             | 2000.         | 2010.         |
| Белци             | 8.589 (92,9%) | 8.041 (92,8%) |
| Афроамериканци    | 480 (5,2%)    | 342 (3,9%)    |
| Азијати           | 29 (0,3%)     | 39 (0,4%)     |
| Хиспаноамериканци | 61 (0,7%)     | 113 (1,3%)    |
| Укупно            | 9.248         | 8.669         |